# Malattia di Albert
Per  malattia di Albert  in campo medico, si intende un'infiammazione a carico della borsa situata fra il calcagno e il tendine, è una delle due forme di Borsite achillea complicanza della tendinite di Achille. Se viene trattata in ritardo può comportare l'erosione del calcagno.
La malattia è stata individuata da un medico austriaco da cui poi prese il nome: il chirurgo Eduard Albert.

## Sintomatologia
Il sintomo più comune resta un forte dolore che si acutizza durante gli sforzi.

## Eziologia
La cause è solitamente una lesione del luogo interessato, ma malattie reumatoidi possono far insorgere l'infezione (come l'artrite reumatoide), inoltre un'altra possibile causa è costituita da una calzatura scomoda.

## Terapia
Subito occorre l'utilizzo di impacchi caldi che vengono messi sul luogo dolente. Il trattamento è farmacologico: si prevede la somministrazione tramite iniezione di corticosteroidi, con aggiunta di lidocaina.